# Walter Lima Jr.
Walter Lima Junior (Niterói, 26 de novembre de 1938) és un cineasta brasiler, llicenciat en dret per la Universitat Federal Fluminense (UFF). També va dirigir diversos documentals per a la televisió brasilera.

## Carrera
Va començar a escriure ressenyes als diaris. El 1963 va conèixer a Glauber Rocha, que el va convidar a treballar de director assistent a Deus e o Diabo na Terra do Sol.
El seu primer llargmetratge va ser Menino de Engenho (1965), una adaptació de la novel·la de José Lins do Rego. Després va fer Brasil Ano 2000 (1968), Ós de Plata del 19è Festival Internacional de Cinema de Berlín; i Na boca da noite (1970).
Entre 1973 i 1978 va dirigir documentals per a televisió, com Os índios Kanela (1974). L'any 1977 va completar el llargmetratge A lira do delírio', premiat a la millor pel·lícula al Festival de Brasília. Després va realitzar dues obres originalment destinades a la televisió que tenien versions cinematogràfiques: Joana Angélica (1979) i Chico Rei, una sèrie de vuit capítols per a televisió alemanya amb versió reduïda per al cinema, acabada el 1985. El 1983 va fer Inocência, premi de direcció a Brasilia i premi Coral al Festival Internacional del Nou Cinema Llatinoamericà de l'Havana; després, Ele, o Boto (1986).
A la dècada de 1990 va dirigir, per encàrrec d'una productora nord-americana O monge e a filha do carrasco (1995) i poc després va fer A Ostra e o Vento (1997), basada en el llibre de Moacir C. Lopes, que fou seleccionada per competir a la 54a Mostra Internacional de Cinema de Venècia.
Ha anat alternant, entre les seves pel·lícules de ficció, documentals de llarga duració, com Em cima da terra, embaixo do céu (1991) e Uma casa para Pelé (1992), realitzat per Channel Four. També va fer minisèries per a televisió, com Capitães da areia i Dossiê Chatô, i el telefilm, Meu filho teu (2001).
El 2002 Carlos Alberto de Matos va publicar un llibre amb la seva biografia i filmografia: Walter Lima Júnior, Viver Cinema. El 2003 va dirigir el curtmetratge documental Thomas Farkas, i el 2005 el llargmetratge de ficció Os desafinados, que es va estrenar el 2008.
Ha impartit cursos de direcció d'actor i assistència a la direcció de cinema a Rio de Janeiro. També ha esetat professor del curs de Direcció de Cinema de l'Escola de Cinema Darcy Ribeiro, i de la Pontifícia Universitat Catòlica (PUC-Rio), a Rio de Janeiro.

## Filmografia
- 2015 - Através da Sombra
- 2008 - Os Desafinados
- 2004 - Thomas Farkas, Brasileiro (curtmetratge)
- 2001 - Um Crime Nobre
- 2001 - O Filho Predileto
- 1997 - A Ostra e o Vento
- 1995 - O Monge e a Filha do Carrasco
- 1987 - Ele, o Boto
- 1985 - Chico Rei
- 1983 - Inocência
- 1982 - Em Cima da Terra, Embaixo do Céu
- 1978 - Joana Angélica
- 1978 - A Lira do Delírio
- 1977 - Conversa com Cascudo
- 1971 - Arquitetura, a Transformação do Espaço
- 1970 - Na Boca da Noite
- 1969 - Brasil Ano 2000
- 1965 - Menino de Engenho

## Premis
- Ós de Plata a la Berlinale, prr Brasil Ano 2000 (1969).
- Dos cops Prêmio Candango al millor director al Festival de Brasília, per A Lira do Delírio (1978) i "Inocência" (1983).
- Trofeu Passista a la millor pel·Lícula, al Festival do Recife, per A Ostra e o Vento (1997).
- Trofeu Passista al millor director, al Festival do Recife, per A Ostra e o Vento (1997).
- Trofeu Passista del Premi del Públic, al Festival do Recife, per A Ostra e o Vento (1997).
- Premi a la millor direcció al Festival de Natal, per Ele, o Boto (1987).
- Premio a la millor pel·lícula al Festival Internacional del Nou Cinema Llatinoamericà de l'Havana, per Inocência (1983).
- Premi a la millor pel·Lícula del IV Centenari de la Ciutat de Rio de Janeiro, por Menino de Engenho (1965).